# Xerodes albonotaria
Zethenia albonotaria là một loài bướm đêm trong họ Geometridae.